# Jean Raspail
Jean Raspail (født 5. juli 1925, død 13. juni 2020) var en fransk forfatter og opdagelsesrejsende. De fleste af hans værker beskæftiger sig med historiske personer, udforskning og oprindelige folk. I løbet af sin forfatterkarriere modtog han adskillige priser, herunder Grand Prix du roman og Grand Prix de Littérature, uddelt af l'Académie française. I 1983 blev han udnævnt til officer af Æreslegionen af den franske stat.
Raspail blev internationalt kendt for sin kontroversielle roman Le Camp des Saints, udgivet i 1973, som omhandler masseindvandring fra den tredje verden til Europa.